# 巨家镇
巨家镇，是中华人民共和国陕西省咸陽市长武县下辖的一个乡镇级行政单位。

## 行政区划
巨家镇下辖以下地区：
巨家村、六股路村、三尧村、马家村、新家坡村、韩党村、车圈村、常家村、西王村、强村、赤峪村、马成寺村、荣兴村和四合村。